# Nhận dạng động vật

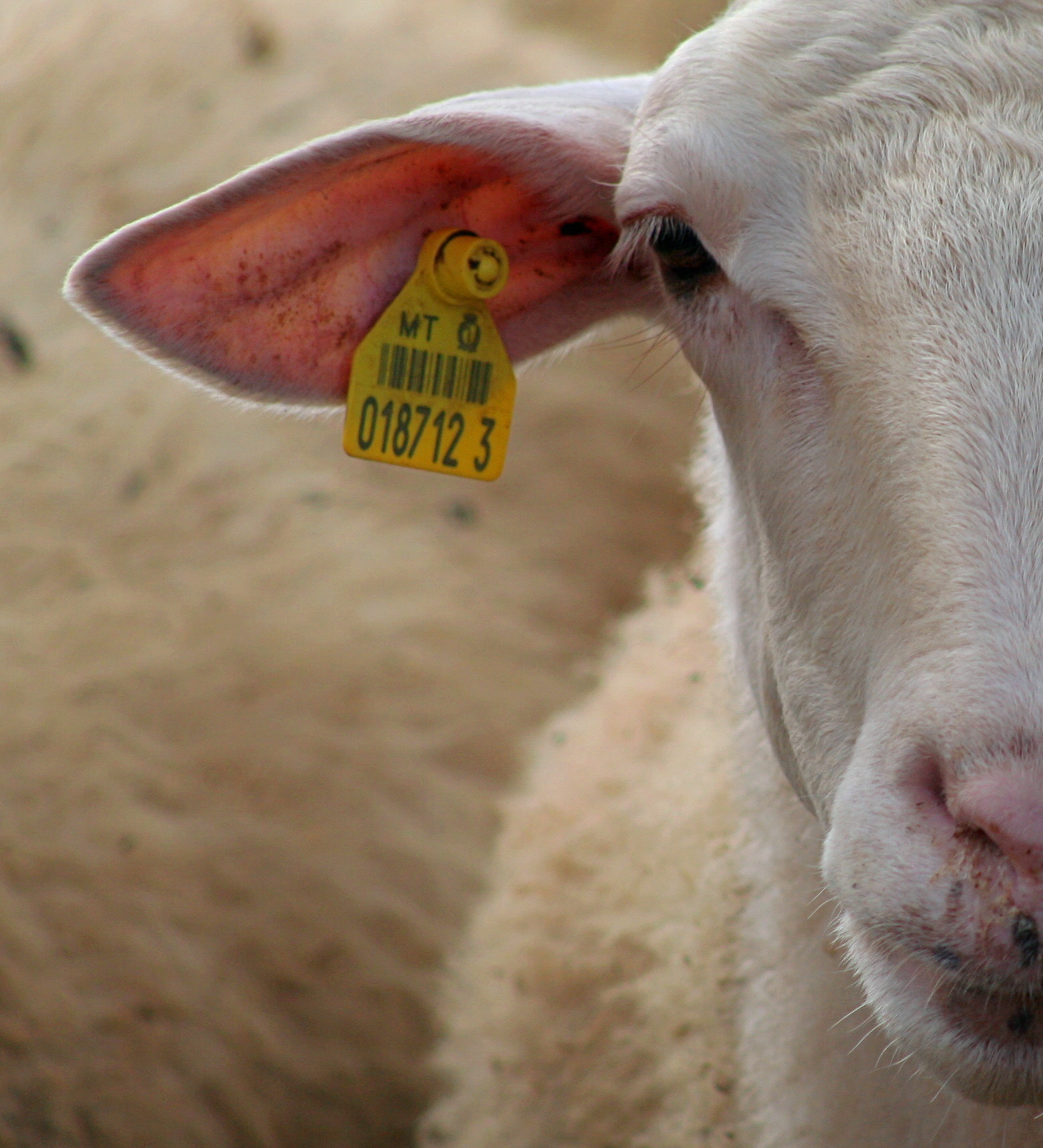
Một con cừu nuôi được bấm tai gắn thẻ trên đó có những thông tin và thông số cần thiết để nhận dạng, định danh

Nhận dạng động vật (Animal identification) là việc sử dụng phương tiện đánh dấu, định danh trên các cá thể động vật, đây là một quá trình được thực hiện để xác định và theo dõi các động vật cụ thể thông qua những dấu hiệu riêng biệt và đặc định cũng như các thông tin liên quan hàm chứa trong đó. Nó được thực hiện vì nhiều lý do bao gồm xác minh quyền sở hữu (đặc định hóa vật cùng loại), kiểm soát an toàn sinh học và theo dõi nghiên cứu sinh học, bảo tồn, hoặc mục đích nông nghiệp, chăn nuôi, quản lý, truy xuất nguồn gốc vật nuôi và sản phẩm, kiểm dịch động vật. 

## Tổng quan
Việc nhận dạng cá thể động vật bằng các dấu hiệu cơ thể đã được thực hiện trong hơn 3.800 năm, như được nêu trong Bộ luật Hammurabi. Các hệ thống nhận dạng chính thức đầu tiên được ghi nhận vào khoảng thế kỷ thứ XVIII. Ví dụ như ở Uruguay đã duy trì một sổ đăng ký các ký hiệu dấu đóng lên động vật. Trong Bộ Luật dân sự năm 2015 của Việt Nam có quy định về vật đặc định là vật phân biệt được với các vật khác bằng những đặc điểm riêng về ký hiệu, hình dáng, màu sắc, chất liệu, đặc tính, vị trí. Khi thực hiện nghĩa vụ chuyển giao vật đặc định thì phải giao đúng vật đó, Bộ luật này cũng quy định rằng khi vật nuôi dưới nước của một người di chuyển tự nhiên vào ruộng, ao, hồ của người khác thì thuộc sở hữu của người có ruộng, ao, hồ đó (vật nuôi thất lạc).
Trường hợp vật nuôi dưới nước có dấu hiệu riêng biệt để có thể xác định vật nuôi không thuộc sở hữu của mình thì người có ruộng, ao, hồ đó phải thông báo công khai để chủ sở hữu biết mà nhận lại. Quy định về truy xuất nguồn gốc sản phẩm cũng nêu rõ: Truy xuất nguồn gốc thực phẩm: là khả năng theo dõi, nhận diện được một đơn vị sản phẩm qua từng công đoạn của quá trình sản xuất kinh doanh. Nguyên tắc truy xuất một bước trước - một bước sau: là cơ sở phải lưu giữ thông tin để bảo đảm khả năng nhận diện được cơ sở sản xuất kinh doanh/ công đoạn sản xuất trước và cơ sở sản xuất kinh doanh/ công đoạn sản xuất tiếp theo sau trong quá trình sản xuất kinh doanh đối với một sản phẩm được truy xuất.

## Phương pháp

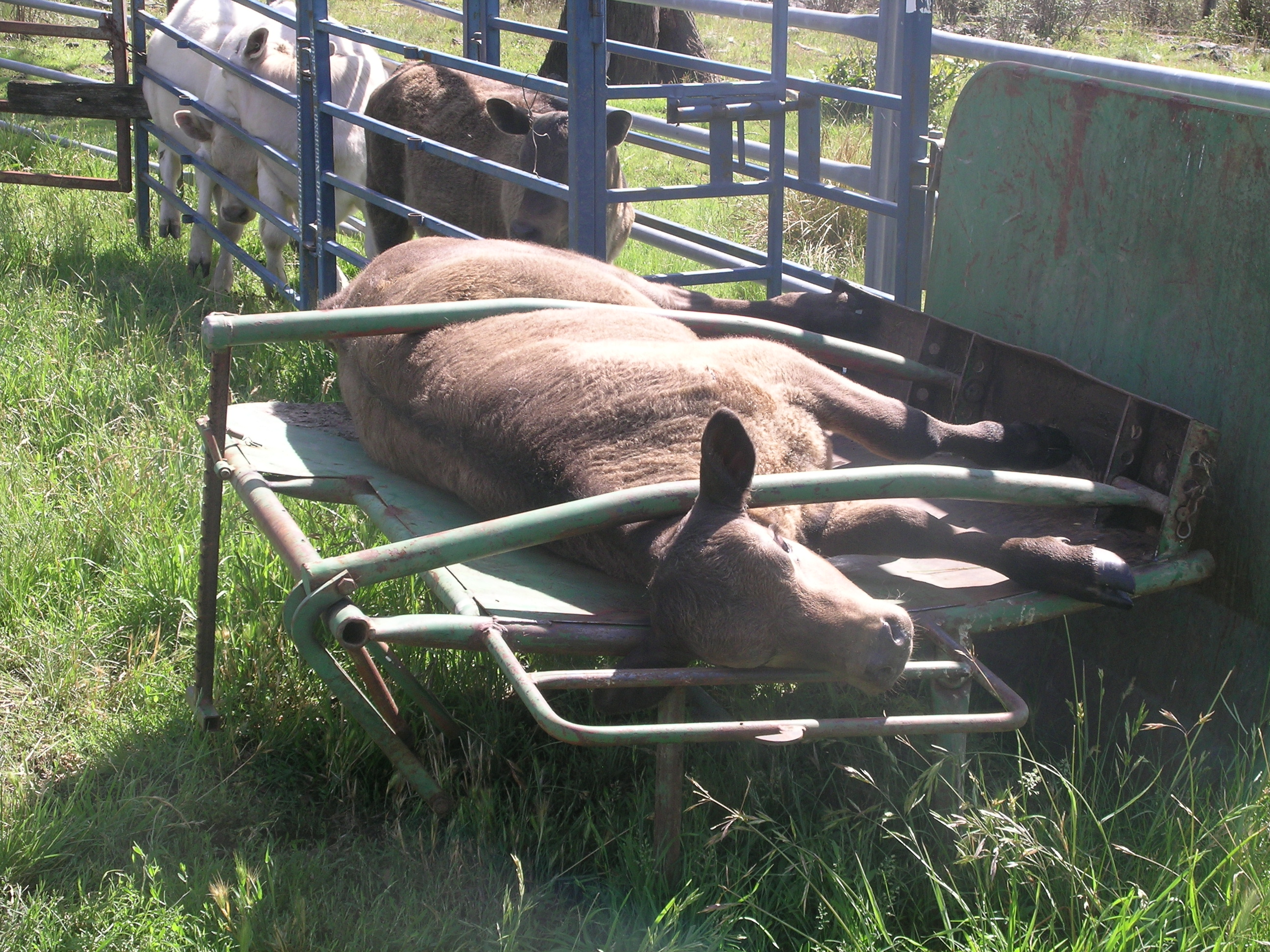
Một con bò chuẩn bị được đóng dấu

Đối với các loài chim (kể cả gia cầm), người ta sẽ đeo vòng chân (Leg rings), gắn Thẻ cánh (Wing tags) và Cấy ghép vi mạch (ở vẹt) hoặc thiết phị Telemetry (trong nuôi chim săn). Ở cừu, người ta sẽ đóng dấu lên cơ thể (Freeze branding) hoặc nung nóng và đóng dấu trên da (Branding), đeo vòng cổ (Collar), đánh dấu vào tai hoặc bấm tai để đeo thẻ (gồm thẻ số và thẻ điện tử), hoặc vẽ sơn lên chúng (ghi số trên lông chúng bằng sơn khó phai). Ở lợn, người ta sẽ đeo vòng cổ (điện tử và không điện tử), bấm tai để gắn thẻ (điện tử hoặc không điện tử), sơn khó phai và xăm hình trên lợn, trong truy xuất nguồn gốc, chúng con được đeo vòng.
Ở ngựa, ngựa được trang bị các thiết bị chuyên dụng để nhận dạng như vòng cổ và lục lạc (không phải điện tử), dấu đóng trên mông hoặc cơ thể, cấy ghép vi mạch, hình xăm. Ở bò, người ta sẽ đeo vòng ở mắt cá chân, đóng dấu, đeo vòng cổ (điện tử và không điện tử) bấm tai để gắn thẻ hoặc gắn vi mạch, dùng thiết bị Rumen bolus (điện tử), đeo đai bò (Cowbell). Ở chó thường là sẽ được đeo vòng cổ, Cấy ghép vi mạch (con chip), xăm hình, bấm tai, bấm đuôi. Đối với chuột thí nghiệm người ta sẽ bấm tai (đánh dấu hoặc đục lỗ),gắn Thẻ tai (thẻ đồng nâu, đồng hoặc thẻ mã vạch có thể quét được), Cấy ghép vi mạch, thuốc nhuộm lông, cắt ngón chân, xăm thủ công (đuôi, đệm chân hoặc tai), ở các loài cá sẽ cấy ghép vi mạch, cắt vây, đeo Thẻ dây mã, đeo Thẻ âm thanh
Trong truy xuất nguồn gốc động vật (vật nuôi), nhiều nơi đã phát triển hệ thống truy xuất nguồn gốc và thu thập dữ liệu trên thị trường bằng cách sử dụng phần mềm máy tính chuyên dụng. Chương trình được thiết kế để ghi lại chính xác những thông tin điện tử về các loài động vật trong mỗi lô hàng xuất khẩu sống từ việc mua tới chuyển tải và giao hàng đến bến nhận. Hệ thống này giúp nhận dạng vật nuôi gia súc từ tài sản gốc đến lúc giết mổ, duy trì vệ sinh an toàn thực phẩm và tính toàn vẹn của sản phẩm hoặc nắm bắt các thông tin liên quan về giống để kết hợp với chương trình quản lý giống. Một cái thẻ điện tử đeo tai ngăn ngừa việc đánh tráo (thiết bị xác định tần số radio "RFID") được áp dụng cho động vật khi giao dịch, bên trong có ghi số ISO riêng của con vật và được tuân thủ trên toàn thế giới để bảo đảm xác định từng cá thể riêng biệt. Những thiết bị này tuân theo tiêu chuẩn ISO 11784 và 11785 để xác định tần số radio của vật nuôi gia súc. Mọi thẻ RFID chỉ có thể đọc bằng đầu đọc RFID hoặc thiết bị quét.
Một chương trình trên máy tính được thiết lập để ghi lại trọng lượng, ngày tháng, đo độ tăng trọng lượng của gia súc khi được vỗ béo. Nó cũng ghi lại mọi giá cả, các phương pháp trị liệu của bác sĩ thú y, dữ liệu về thịt, phân tích hiệu suất và báo cáo, các giao diện với cân điện tử, máy quét RFID, và đầu đọc mã vạch. Tất cả để ghi lại mọi biến cố xảy ra với gia súc khi chúng đang thuộc quyền sở hữu, từ đó thiết lập hồ sơ về hoạt động của chúng. Điều cần ghi lại nguồn gốc (là tài sản có nguồn gốc hay có tổ tiên trước đó), giá thị trường, hiệu suất tăng trưởng (bao gồm trọng lượng và các mốc thời gian), điều trị bằng thuốc (và giá cả điều trị), và kết quả giết mổ (phản hồi về thịt). Phần mềm sẽ đưa ra những báo cáo từ Nguồn gốc xuất xứ hay tổ tiên của cá thể trong việc lựa chọn gia súc để thể hiện năng suất. Chương trình này có thể giúp các khách hàng nhận dạng giống di truyền thể hiện tốt dưới điều kiện địa phương. Các con cừu Phan Rang ở Ninh Thuận thường được sơn lên lông để "xác nhận chủ quyền".